# Zby
Zby là một chi khủng long, được Mateus Mannion & Upchurch mô tả khoa học năm 2014.